# Tweede klas
Tweede klas is de gebruikelijkste comfortklasse in het openbaar vervoer, vooral in treinen. Voor andere vervoerssoorten, zoals vliegtuigen en schepen, gebruikt men doorgaans andere termen, zoals economy class. Ook in veel hogesnelheidstreinen is dit het geval. Zo heet zij bij de Thalys comfort 2 en bij de langeafstandstreinen in Australië red kangaroo service.
In de tweede klas kan men rekenen op regulier comfort zonder extra faciliteiten. Veel moderne stoptreinen op een kort traject bieden uitsluitend een tweede klas. Sommige treinen zoals de TEE en de eerste Duitse Intercitytreinen kenden geen tweede klas maar uitsluitend eerste klas.
Eerste klas is duurder en biedt meer ruimte, comfort en faciliteiten. Vroeger kende men een derde klas. Per 3 juni 1956 werd in Europa overgegaan op een tweeklassensysteem. De toenmalige derde klasse werd de huidige tweede klas, de toenmalige tweede klasse werd eerste klas. De oorspronkelijke extra luxueuze eerste klasse, die in veel treinen niet aanwezig was, werd afgeschaft.

## Interieur

### Nederland

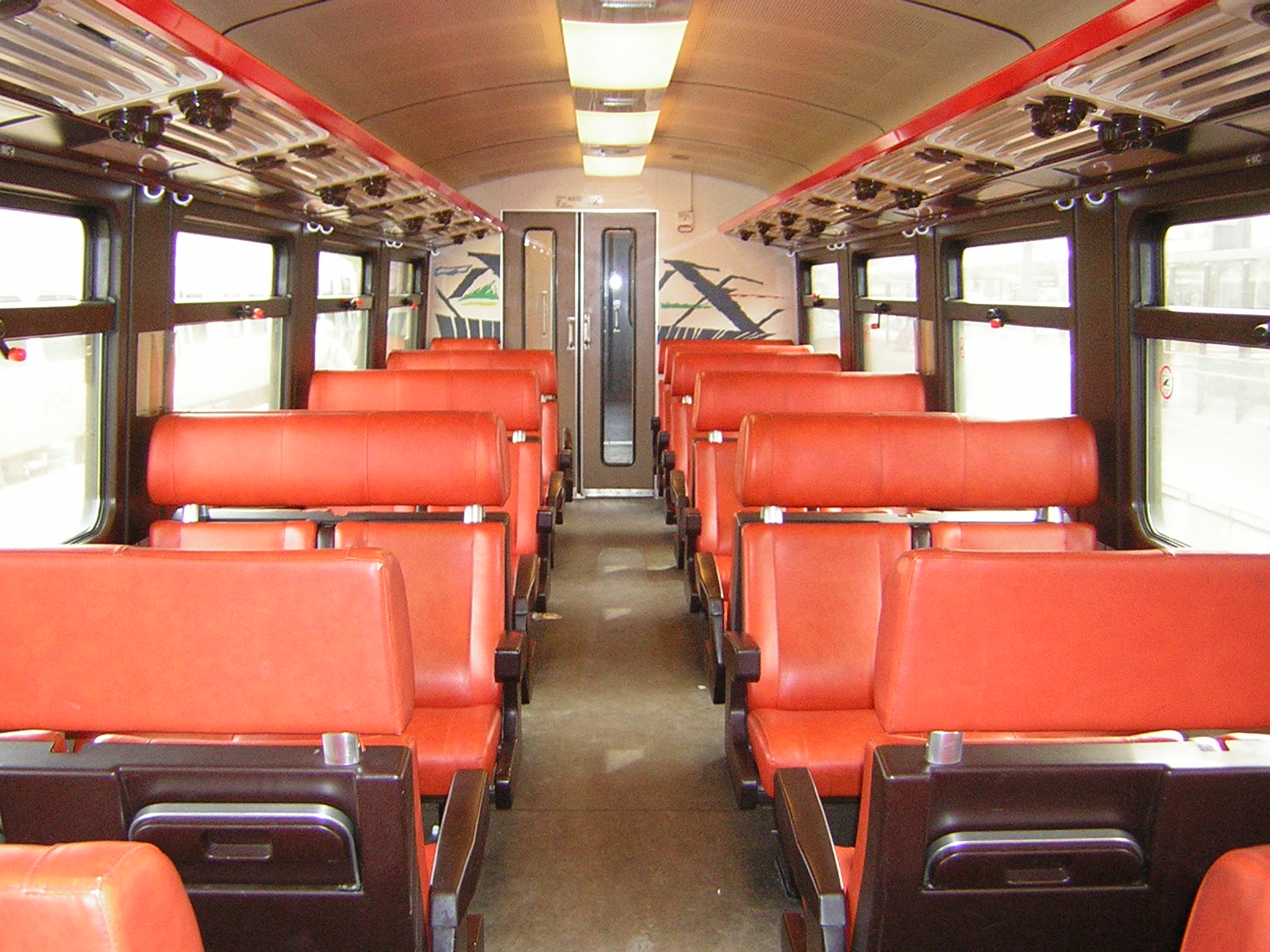
ICM
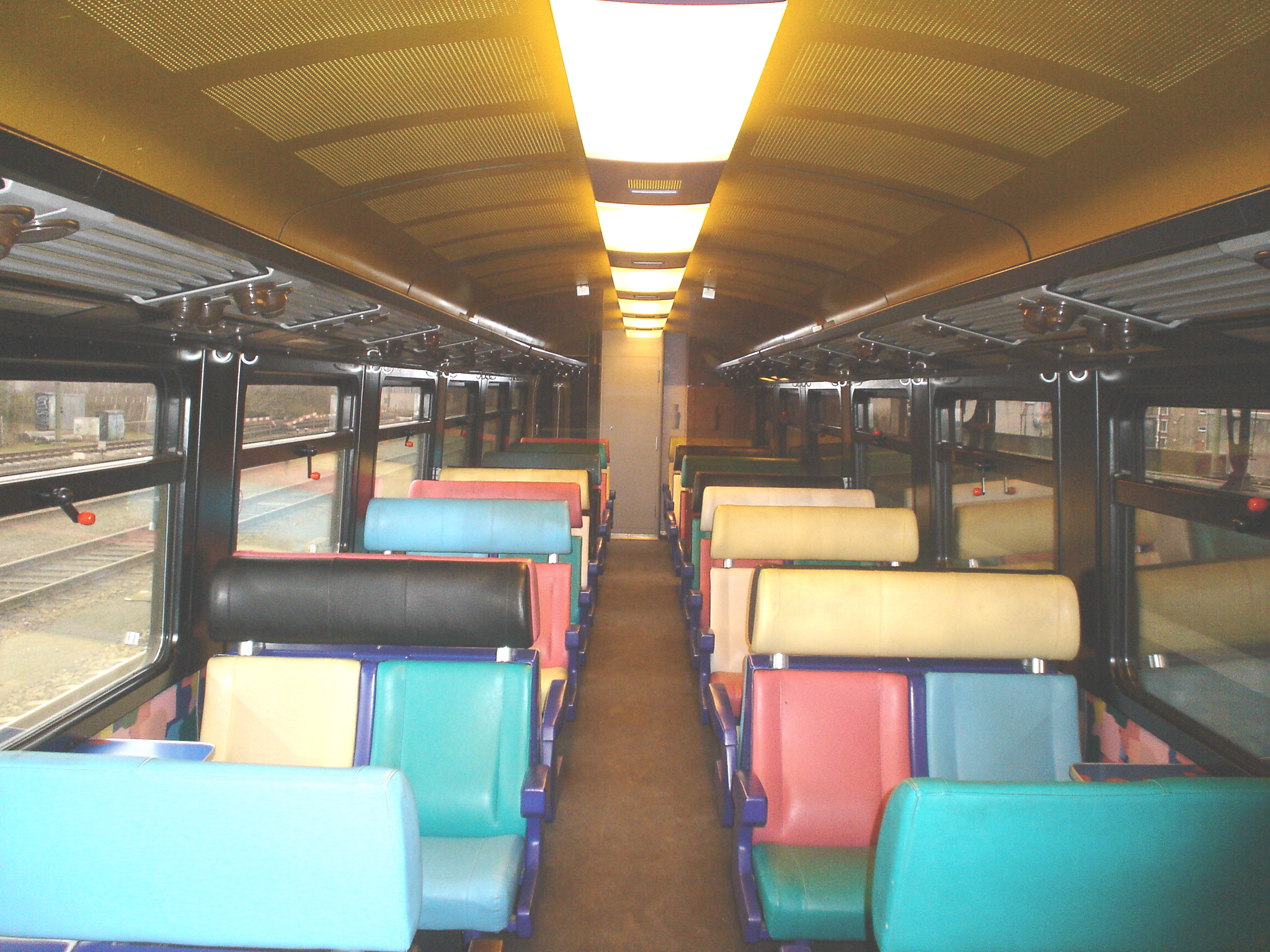
ICM, ontwerp van Alessandro Mendini
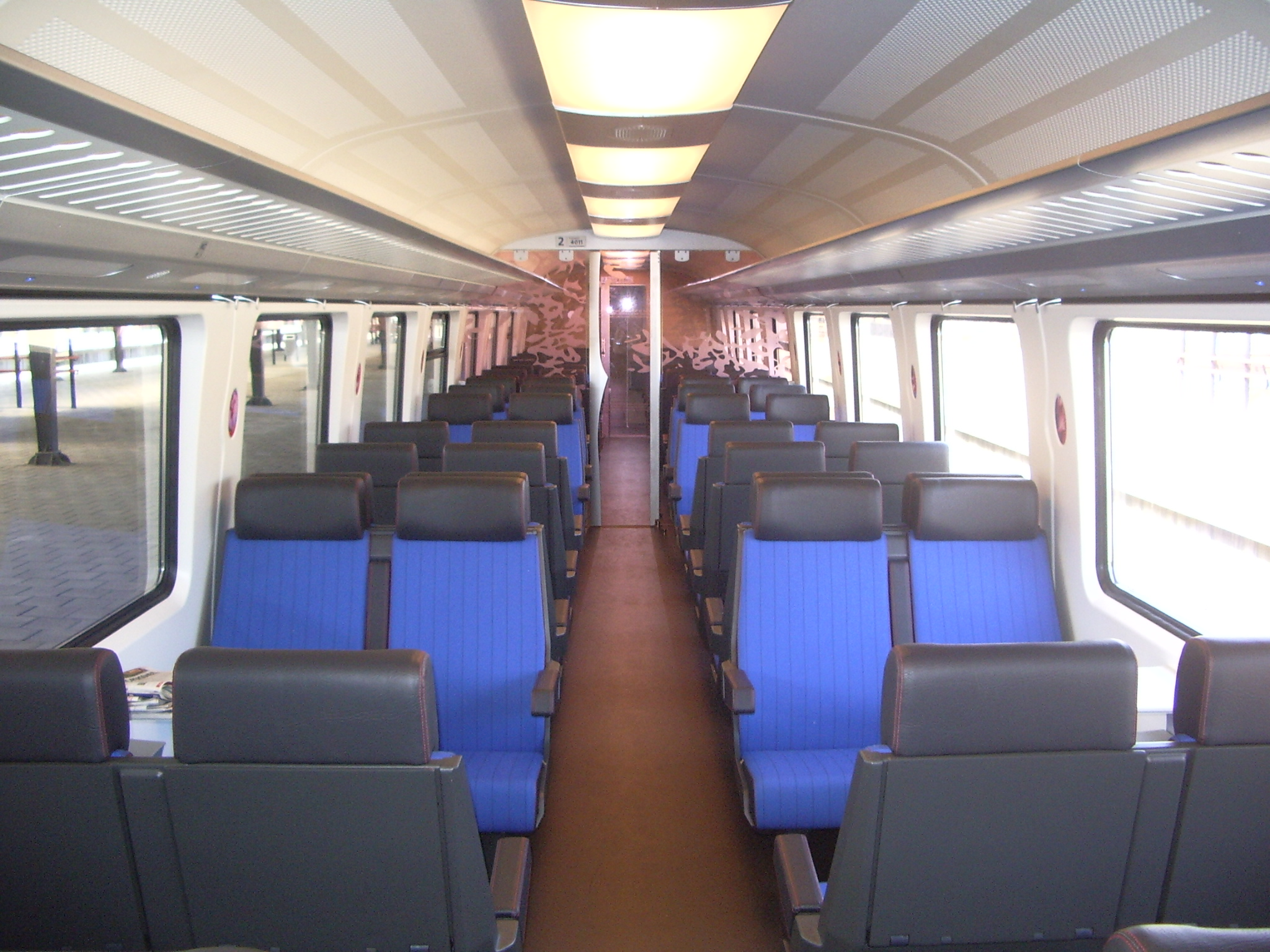
ICMm
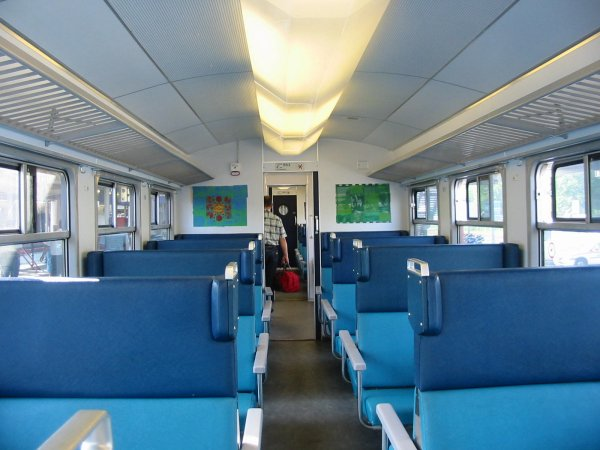
Plan V
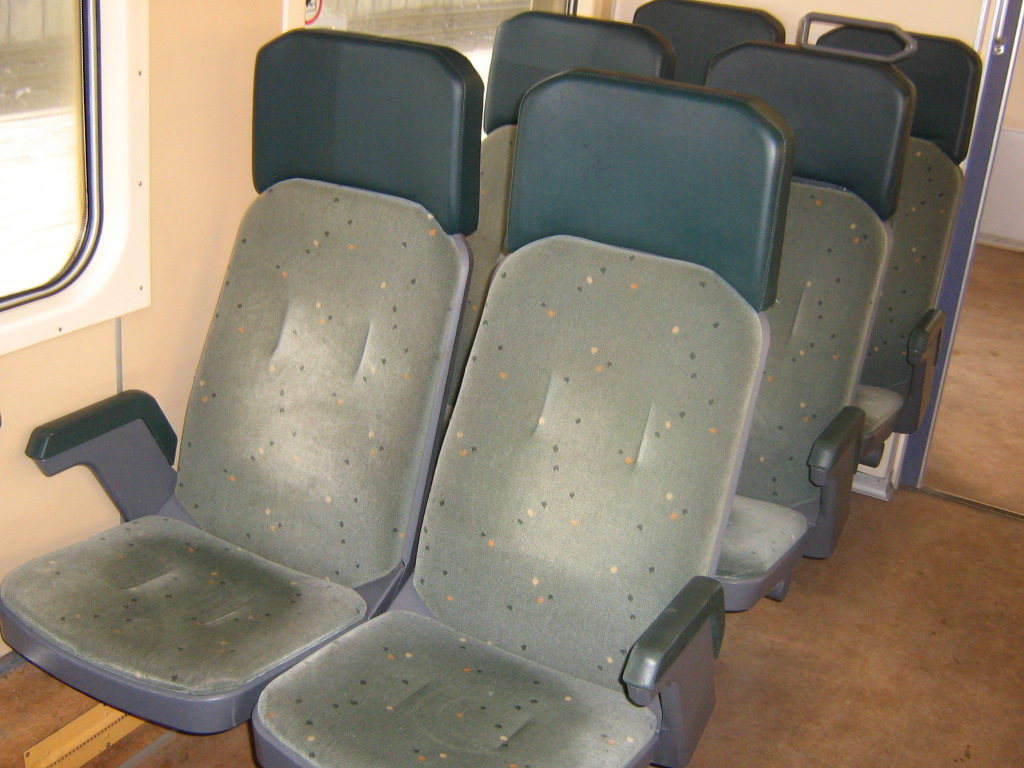
Plan T
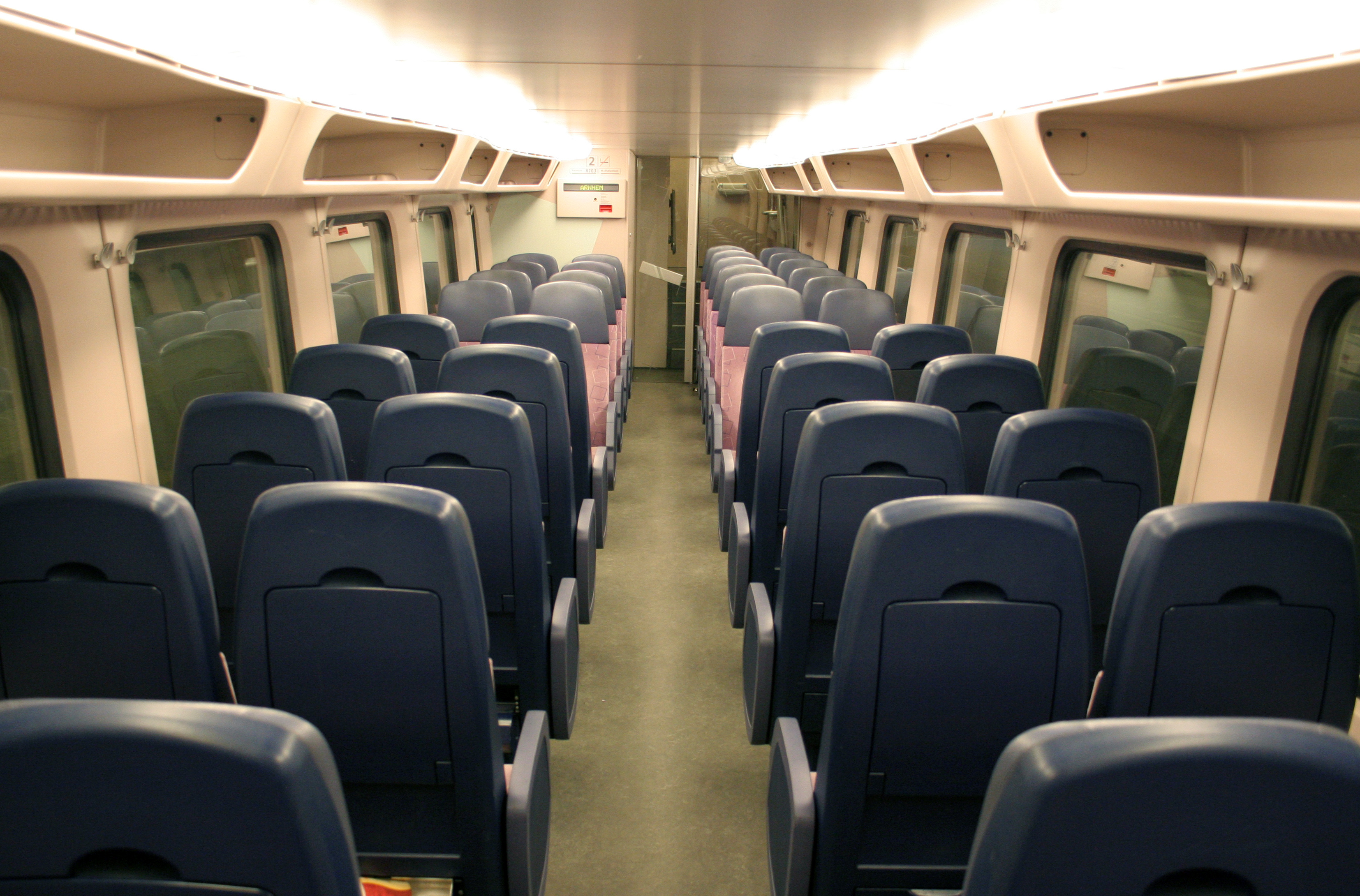
DD-IRM
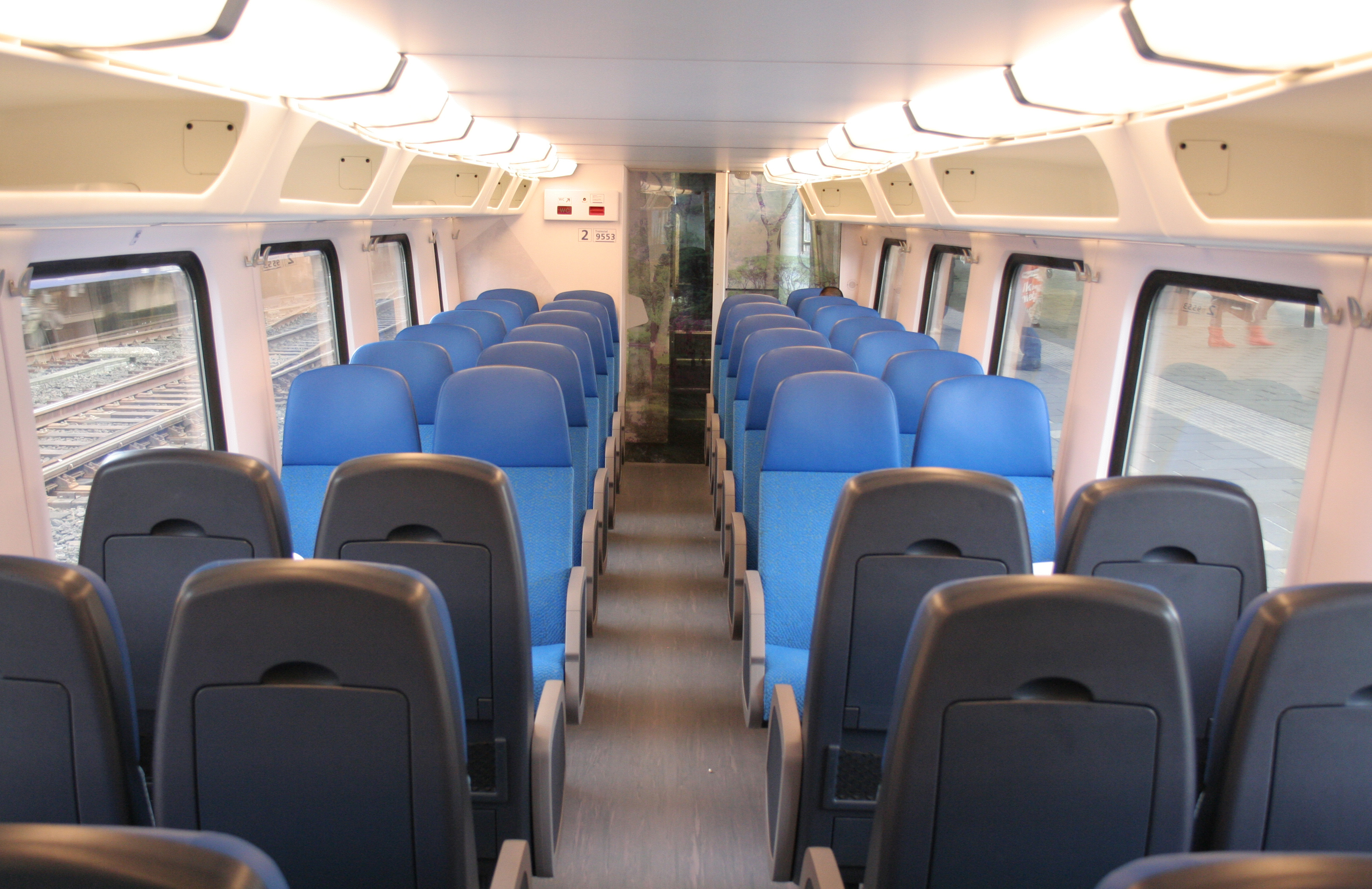
VIRM-4
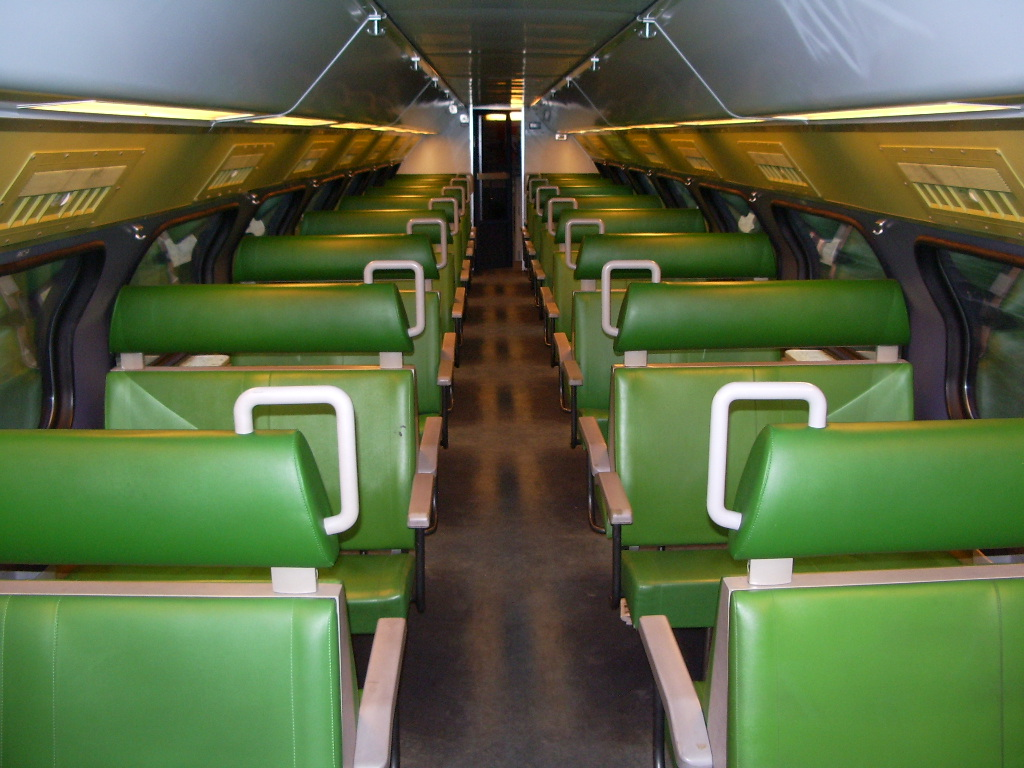
DD-AR
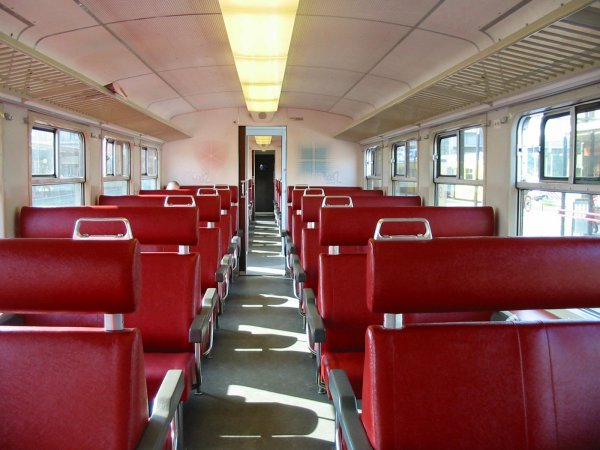
Sprinter (origineel)
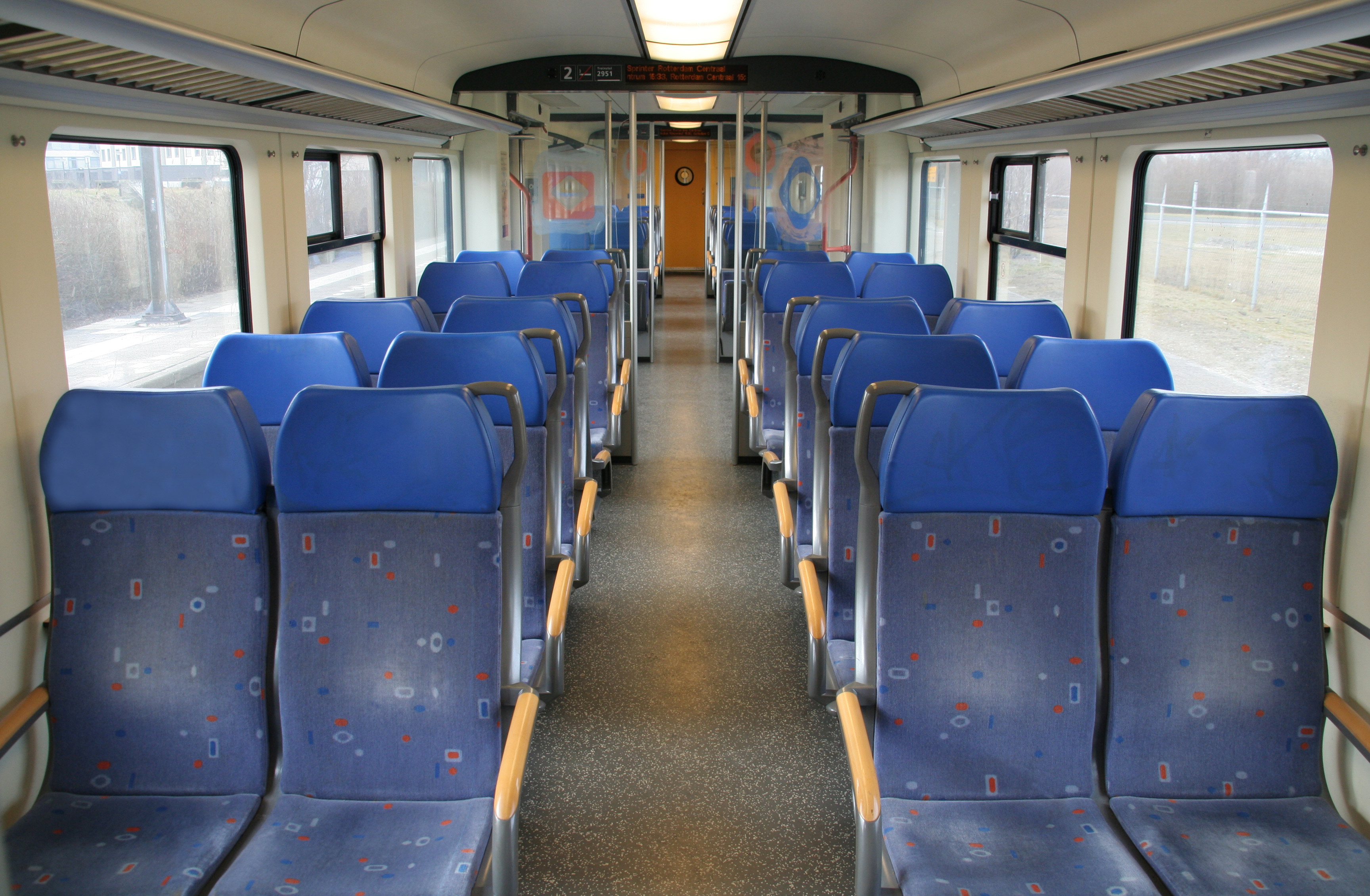
Sprinter (gemoderniseerd)
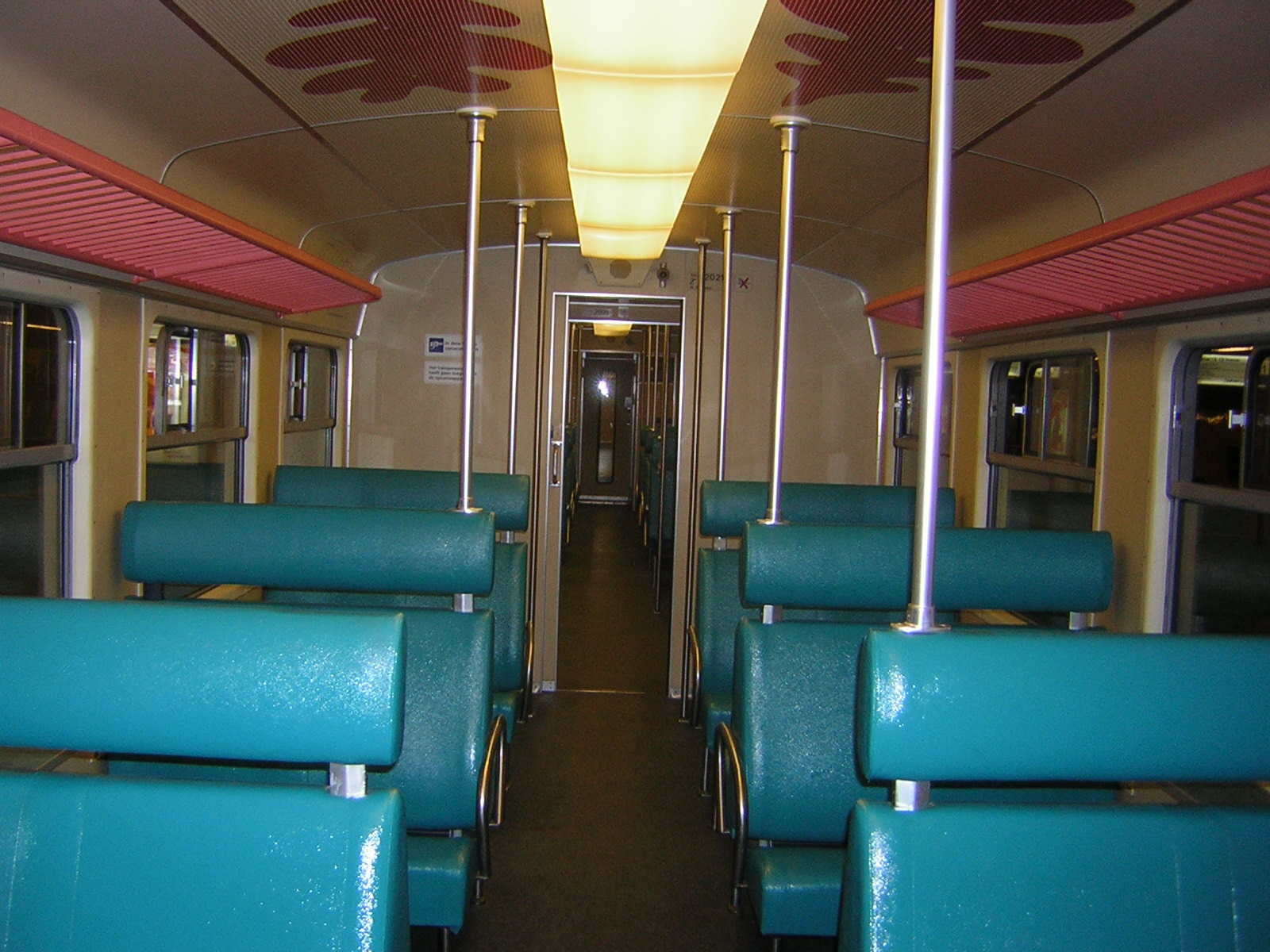
City/Strandpendel.
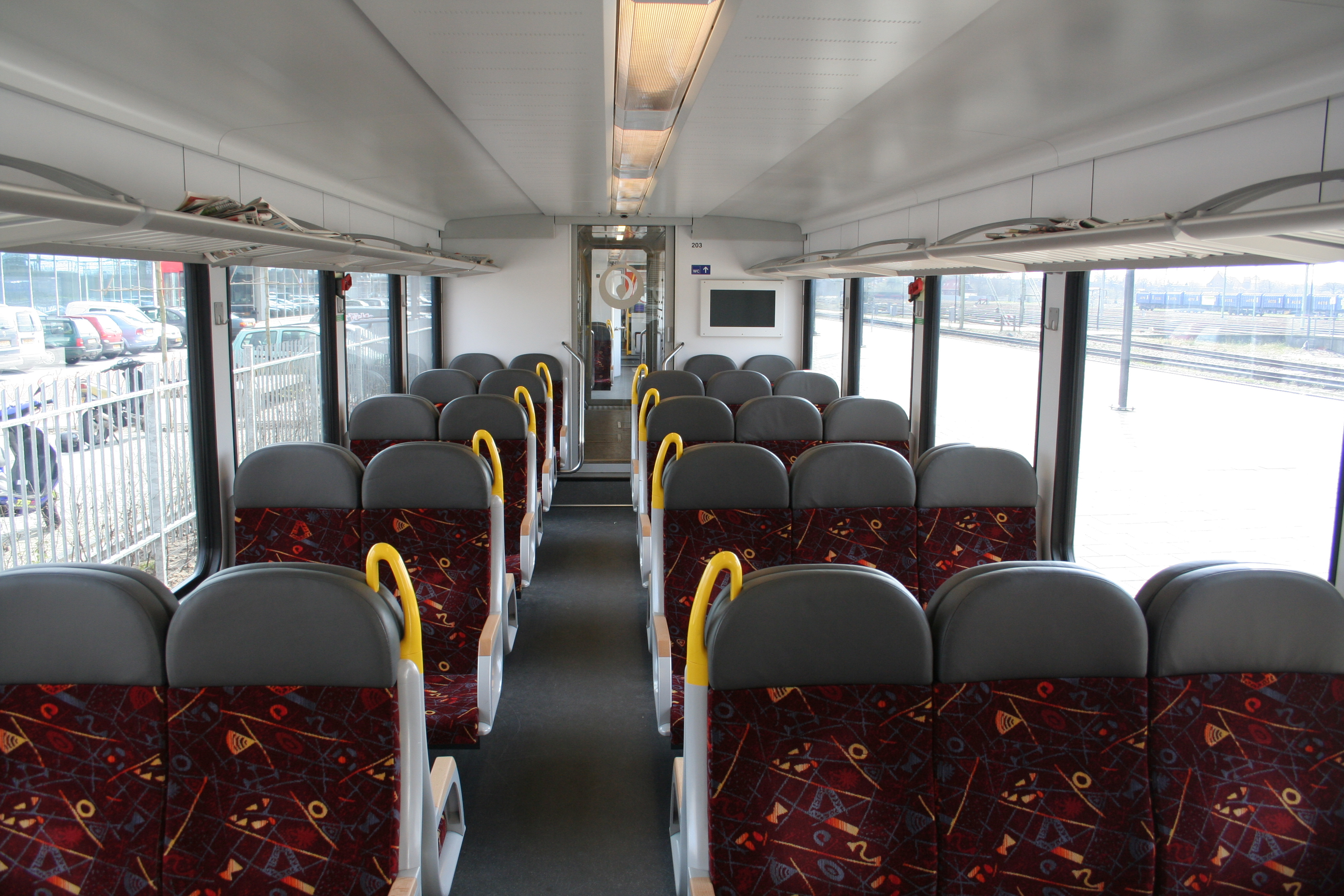
Velios 203 (2+3)

### België

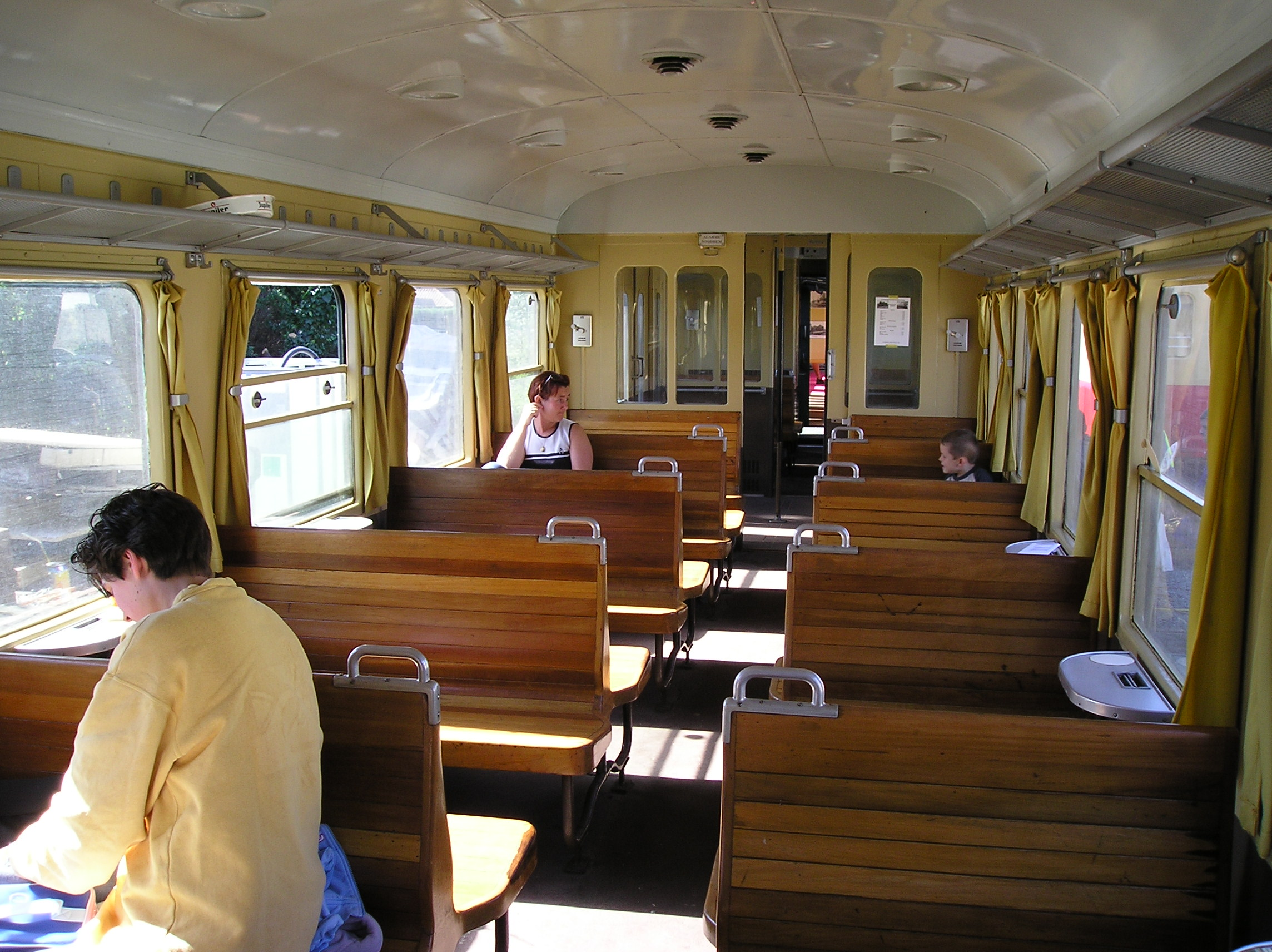
M1 (2+3)
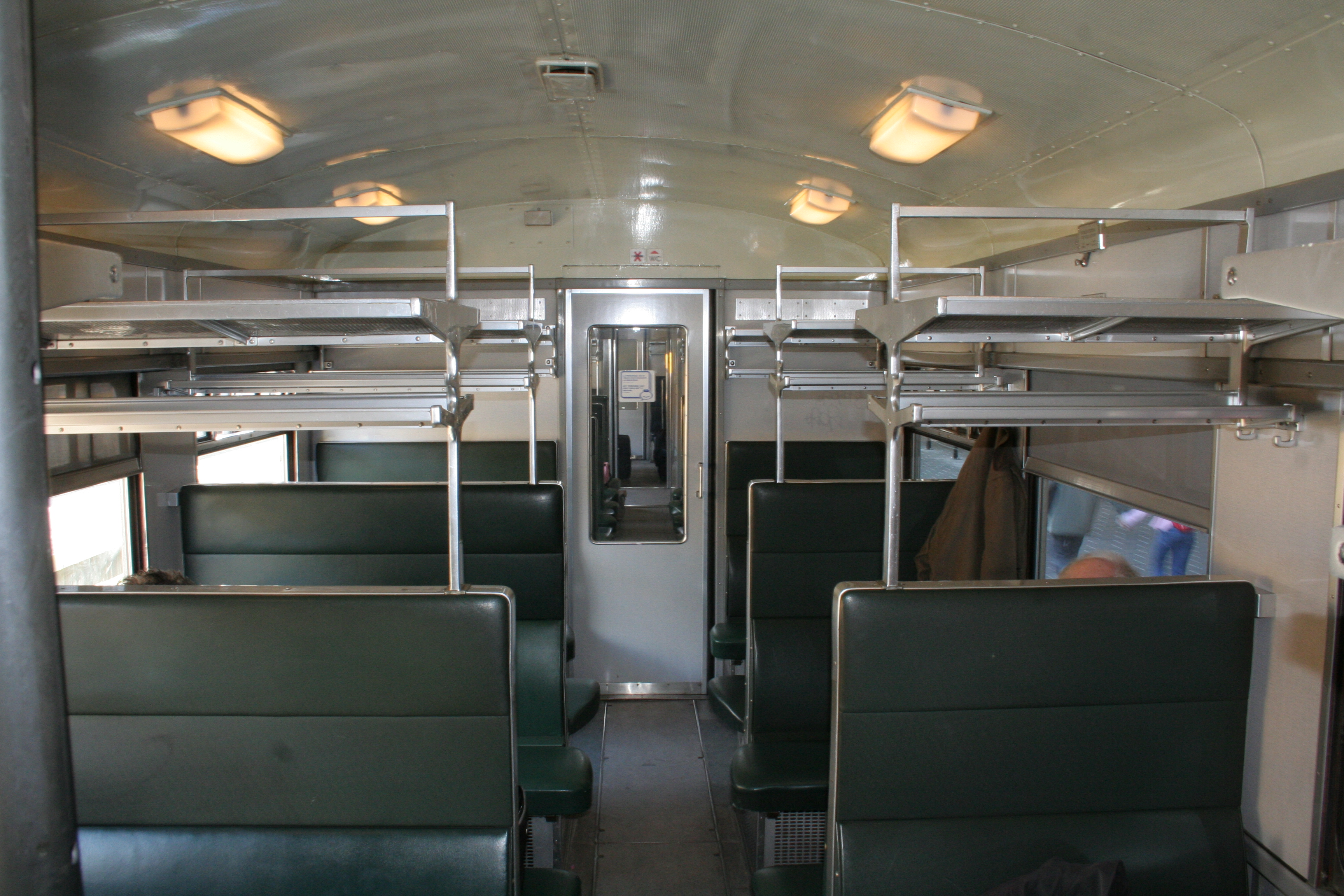
klassiek motorstel (2+3)
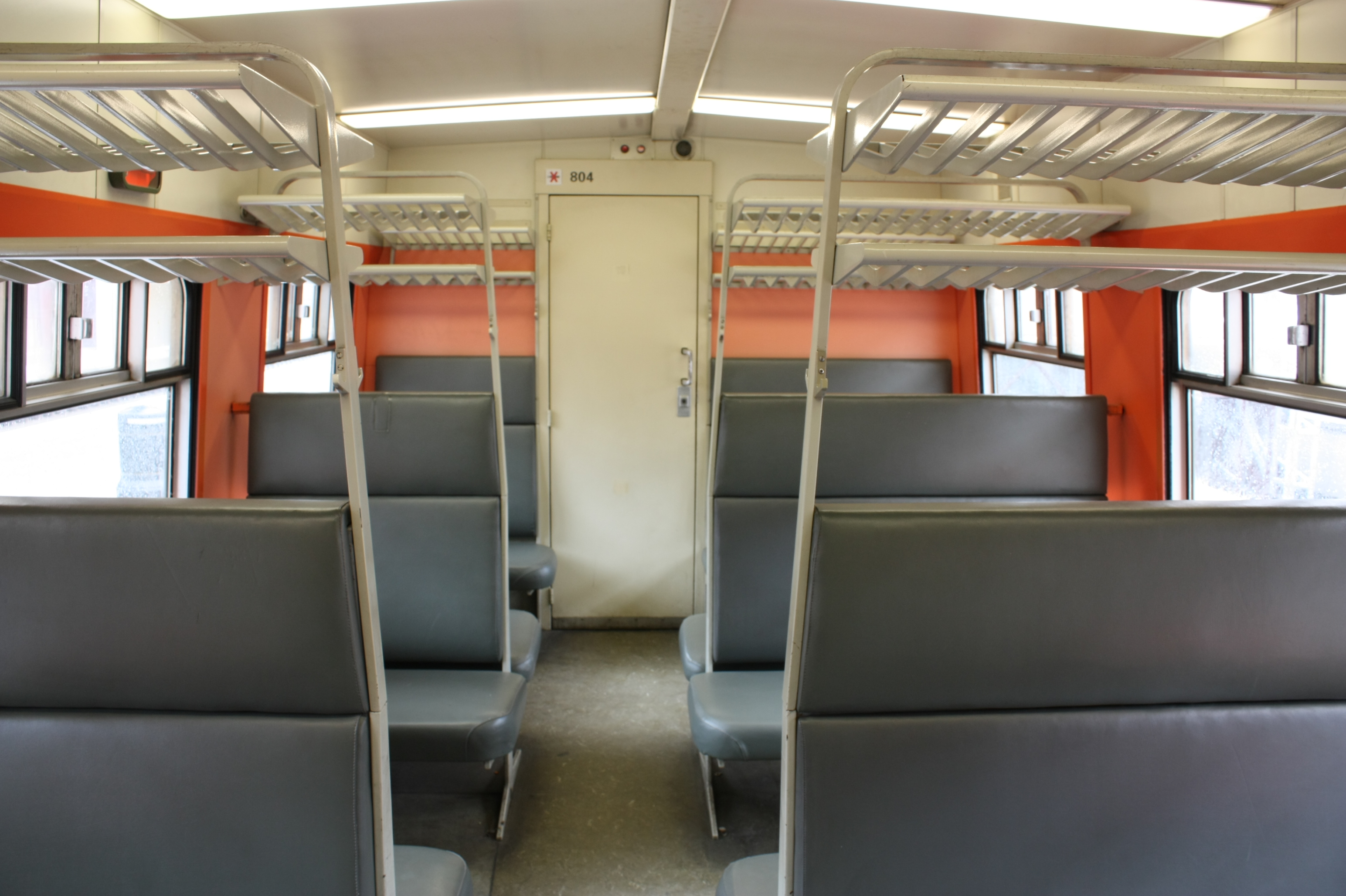
MS75 (2+3)
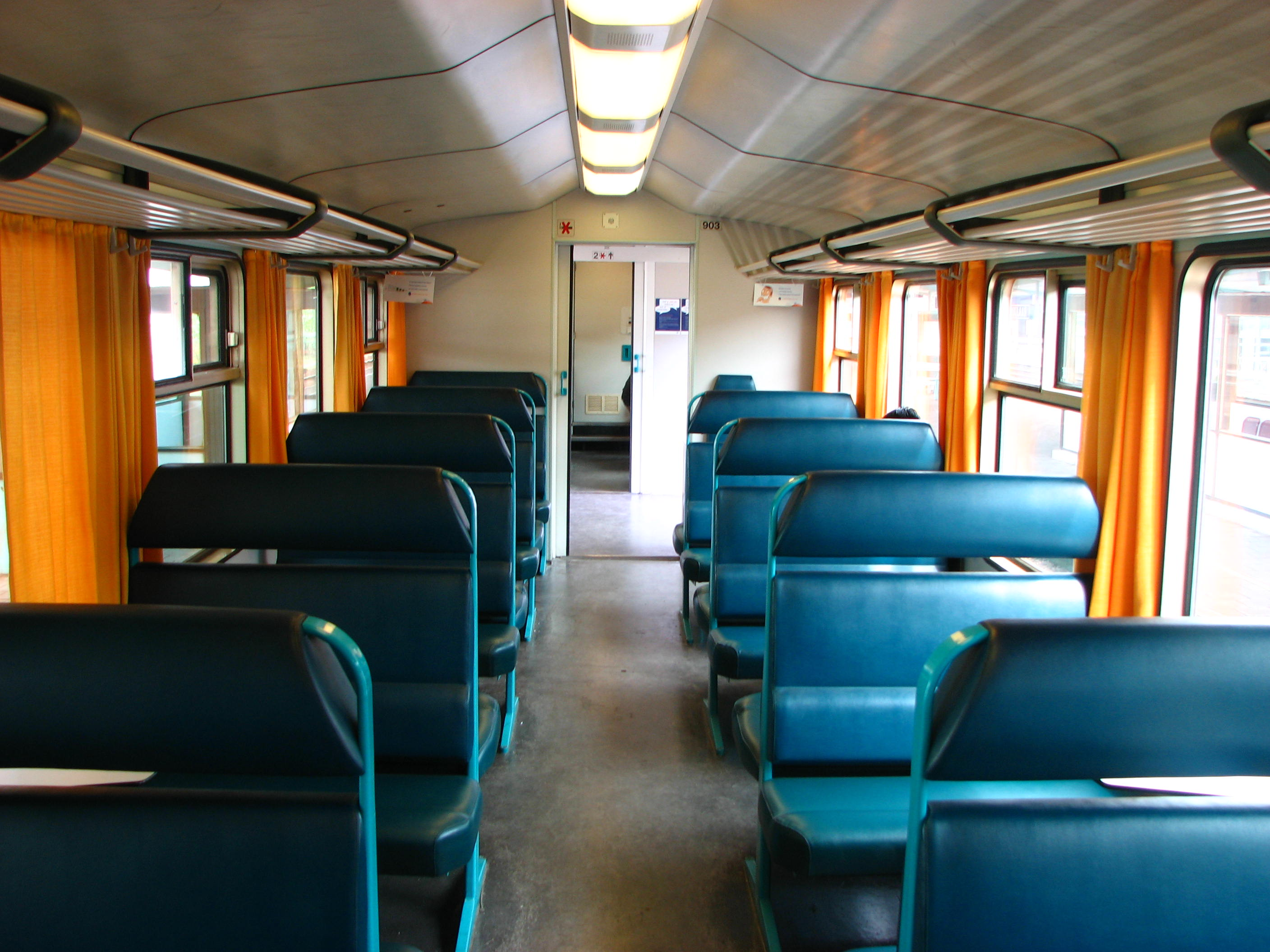
MS86 (2+2)
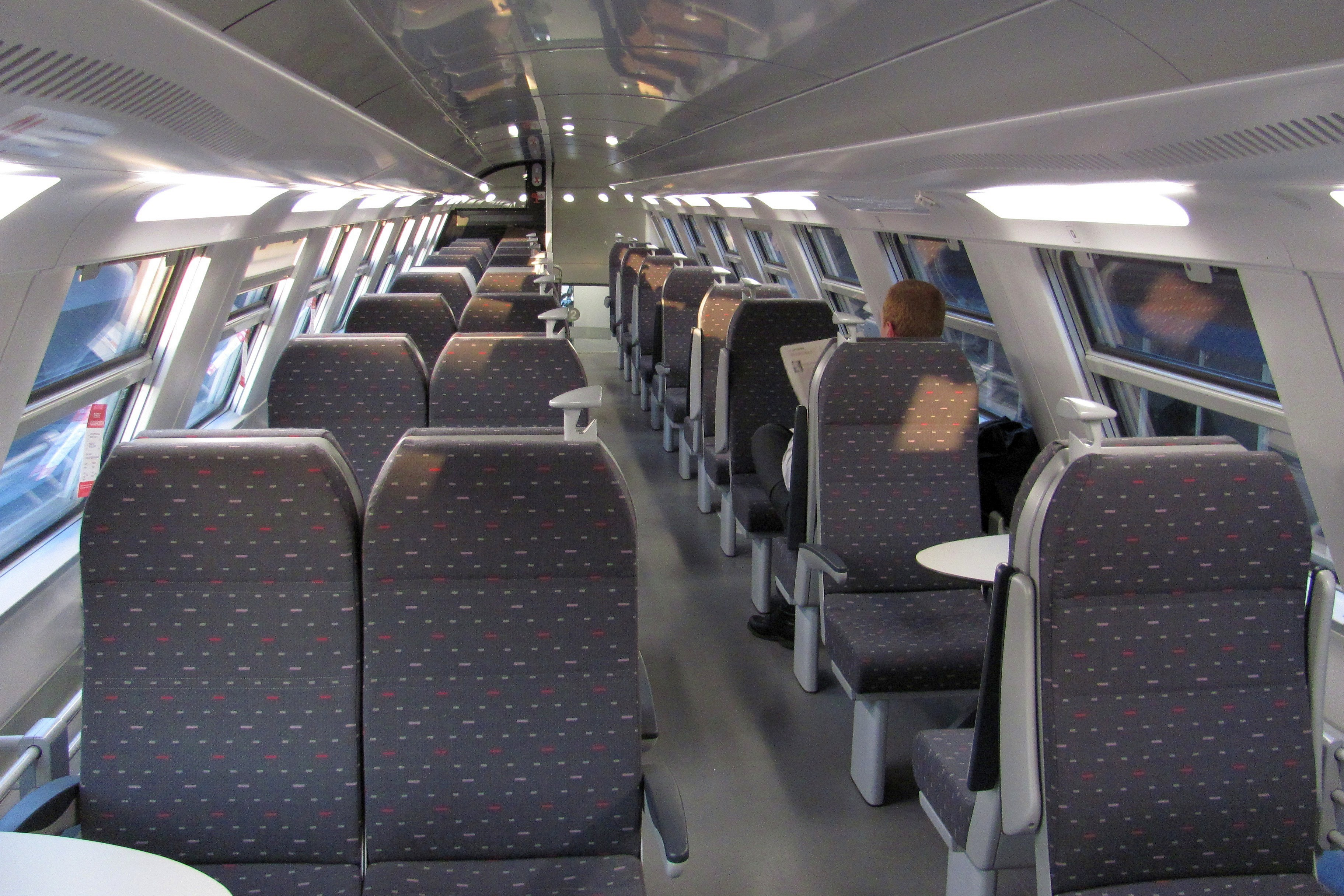
M5 (bovendek, 1+2)
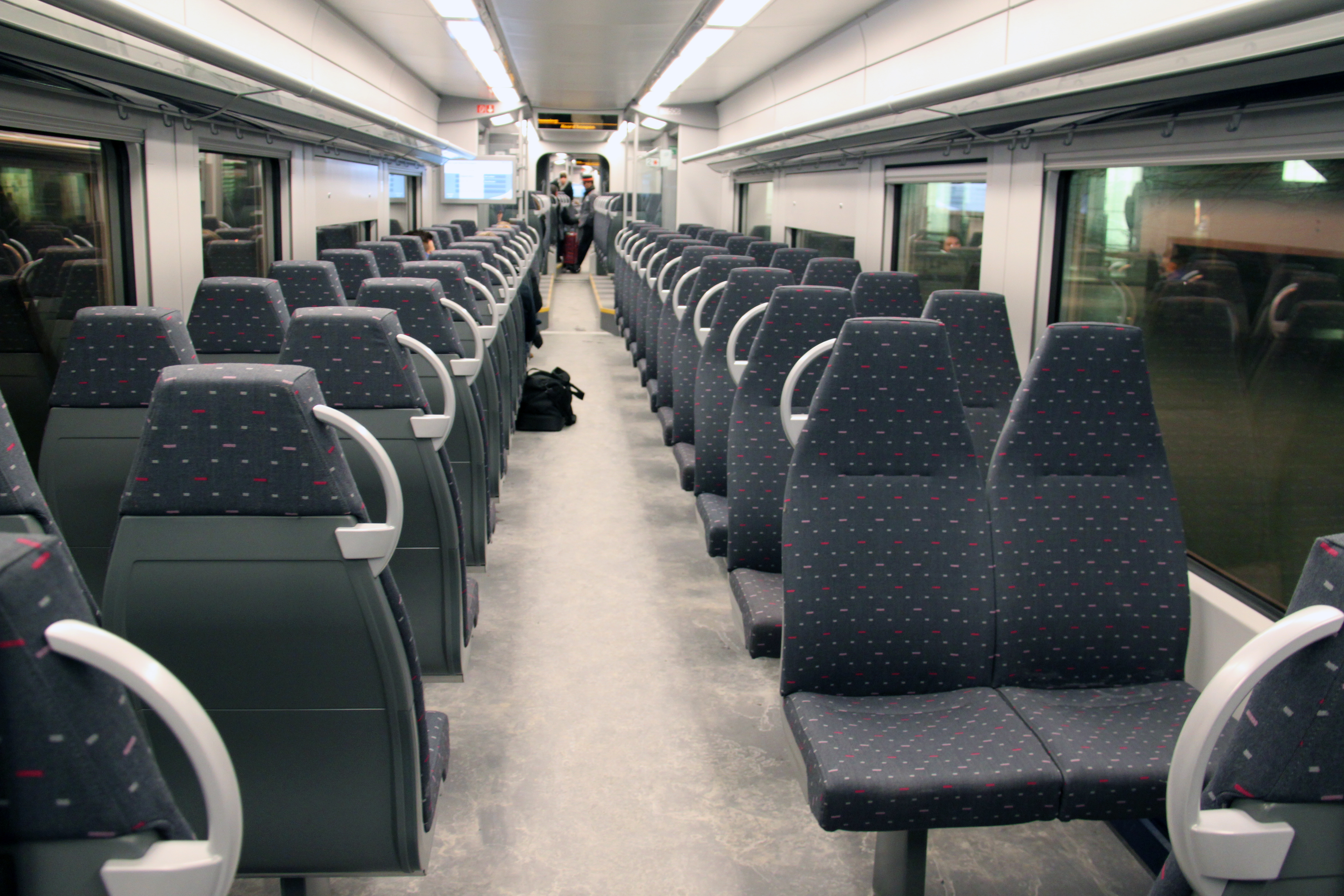
MS08 (2+2)
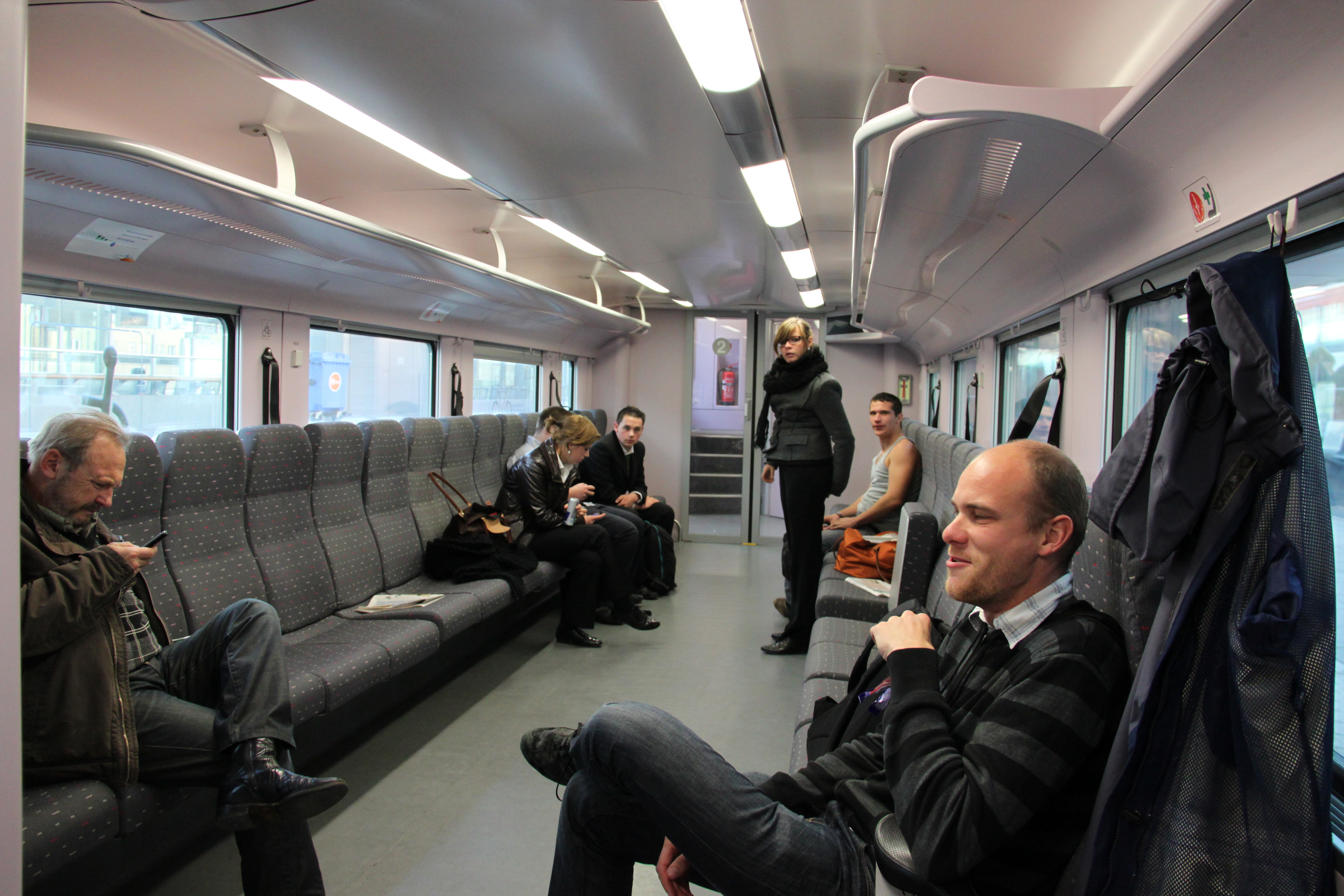
M6 (onderdek, bagage)